# Richard Sévigny
Pour les articles homonymes, voir Sévigny (homonymie).
Richard Sevigny (né le 11 avril 1957 à Montréal au Québec) est un ancien gardien de but canadien professionnel de hockey sur glace.

## Carrière de joueur
En 1974, il commence sa carrière avec les Castors de Sherbrooke dans la Ligue de hockey junior majeur du Québec. En 1977, il passe professionnel avec les Wings de Kalamazoo en Ligue internationale de hockey. En 1979, il débute dans la Ligue nationale de hockey avec les Canadiens de Montréal  Richard a remporté le trophée Vézina de 1982 avec Denis Herron et Michel Larocque avec le Canadien. En 1984, il rejoint les Nordiques de Québec. Il arrête sa carrière en 1988.

## Carrière d'entraîneur
En 1989-1990, il entraîne l'équipe de Chamonix avant de rejoindre pour une saison les Diables Rouges de Briançon. De 1994 à 1996, il entraîne les Ducs d'Angers.